# NGC 1766
NGC 1766 je otvoreni skup u zviježđu Stolu. 

## Vanjske poveznice
- SEDS: NGC 1766